# Dolní Heřmanice
Dolní Heřmanice (deutsch Unter Herschmanitz, auch Unter Herzmanitz, Unter Hermanitz) ist eine Gemeinde in Tschechien. Sie liegt sieben Kilometer südöstlich von Velké Meziříčí und gehört zum Okres Žďár nad Sázavou.

## Geographie
Dolní Heřmanice befindet sich linksseitig über dem Tal der Oslava im Krischanauer Bergland (Křižanovská vrchovina) im Süden der Böhmisch-Mährischen Höhe. Östlich liegt das Tal der Polomina. Nördlich erheben sich die Hügel Na Bábě (511 m) und Holomina (507 m), im Nordosten der Malý Strážník (492 m) und im Nordwesten die Klenůvka (518 m). Westlich liegen die Reste der Burg Templštejn.
Nachbarorte sind Dolní Radslavice und Kúsky im Norden, Jabloňov im Nordosten, Lhotka im Osten, Dvořáci und Tasov im Südosten, Pánský Mlýn und Oslava im Süden, Řihákův Mlýn und Studnice im Südwesten, Eliášova Myslivna und Rohy im Westen sowie Nesměř, Osové und Petráveč im Nordwesten.

## Geschichte
Die erste urkundliche Erwähnung des zur Herrschaft Tasov gehörigen Dorfes Heřmanice erfolgte im Jahre 1349. Im darauf folgenden Jahr überschrieb Jan von Tasov die Einkünfte aus Heřmanice und Oslava seiner Frau Elisabeth von Pirkstein. Die Bezeichnung Dolní Heřmanice ist seit 1447 nachweisbar, als Jan von Lomnice und Meziříčí den unteren Teil des Dorfes aufkaufte und an seine Herrschaft Meziříčí anschloss. Weiterhin bestanden in Heřmanice zwei Freihöfe. Einer von ihnen wurde von der Herrschaft Meziříčí an Landadelige verkauft und zum Rittersitz. Daneben bestand der Pirizkische Hof, er verlor später seine Privilegien. Im Jahre 1552 gehörte das Dorf zu den Besitzungen des Spitals in Meziříčí. 1760 entstand die erste Schule.
Im Jahre 1842 bestand das im Iglauer Kreis gelegene Dorf Unter-Herschmanitz bzw. Dolnj Heřmanice aus 55 Häusern, in denen 378 Personen lebten. Unter-Herschmanitz umfasste 24 Bauernstellen, eine Gärtnerstelle und 30 Häuslerstellen. An der Oslawa wurden drei Mühlen betrieben. Im Ort gab es eine von der Gemeinde unterhaltene Exkurrenzschule. Pfarrort war Tassau. Bis zur Mitte des 19. Jahrhunderts blieb Ober-Herschmanitz der Herrschaft Meziříčí untertänig.
Nach der Aufhebung der Patrimonialherrschaften bildete Dolní Heřmanice ab 1849 mit dem Ortsteil Petrovice eine Gemeinde im Gerichtsbezirk Groß Meseritsch. Ab 1869 gehörte Dolní Heřmanice zum Bezirk Groß Meseritsch.  1882 entstand die Gemeinde Petrovice. Beim Zensus von 1921 lebten in den 64 Häusern der Gemeinde 448 Personen, darunter 447 Tschechen und ein Deutscher. Zu Beginn des Jahres 1961 wurde Dolní Heřmanice dem Okres Žďár nad Sázavou zugeordnet und zugleich Oslava, das zuvor zu Tasov gehört hatte, eingemeindet. Dolní Heřmanice wurde 1980 nach Velké Meziříčí eingemeindet. Seit 1992 besteht die Gemeinde wieder.

## Gemeindegliederung
Die Gemeinde Dolní Heřmanice besteht aus den Ortsteilen Dolní Heřmanice (Unter Herschmanitz) und Oslava (Oslau), die zugleich auch Katastralbezirke bilden. Zum Kataster von Dolní Heřmanice gehören weiterhin die Einschichten Eliášova Myslivna, Řihákův mlýn, Hamžův mlýn und Druhá hájenka sowie das Gehege.

## Sehenswürdigkeiten
- Reste der Burg Templštejn (Tempelstein), westlich des Dorfes über der Einmündung eines Baches in die Oslava bei der Eliášova Myslivna (Forsthaus Elias).
- Řihák-Mühle und Hamža-Mühle, im Tal der Oslava. Die um 1640 erbaute Wassermühle wurde zusammen mit der anliegenden Sägemühle aus dem Jahre 1775 als technisches Denkmal geschützt
- Reste der Elias-Mühle an der Oslava, die seit 1672 nachweisliche Mühle verfiel zu Beginn des 20. Jahrhunderts, ihr 5 m hoher Aufschlag ist erhalten
- Kapelle am Dorfplatz von Dolní Heřmanice, spätbarocker Bau aus dem Jahre 1791
- Kapelle am Dorfplatz von Oslava
- Schlösschen in Oslava
- Eliášova Myslivna und Druhá hájenka an der Oslava. Das Forsthaus Elias mit dem zweiten Hegerhaus und einem 154 ha großen Wildgehege wurde in der Mitte des 17. Jahrhunderts von Rudolf von Kaunitz angelegt.

## Söhne und Töchter der Gemeinde
- Josef Pospíšil (1845–1926), Brünner Domkanoniker und Lehrer von Josef Věromír Pleva, der ihm mit seinem Buch Malý Bobeš ein Denkmal setzte
- Jindřich Zezula (* 1935), Maler